# HD 28185 b

HD 28185 b är en exoplanet som kretsar ett varv kring stjärnan HD 28185 varje 1,04 år. Planeten upptäcktes 2001 och omloppsbanan är den mest jordlika man hittills hittat (7 juni 2006). Men planeten är troligtvis inte så jordlik; dess höga massa tyder nämligen på att planeten är en gasjätte, så dess "ytförhållanden" är nog mycket olika jordens.

## Upptäckt
De flesta planeter man upptäcker utanför vårt solsystem har inte omloppsbanor som liknar jordens. Istället är deras banor mycket nära deras stjärnor med en omloppstid på några få dygn, om de inte har starkt elliptiska banor. År 2001 offentliggjordes dock upptäckten av en planet med en bana mycket lik jordens.
Forskarteamet som upptäckte HD 28185 b består av Michel Mayor, Dominique Naef, Francesco Pepe, Didier Queloz, Nuno C. Santos, Stephane Udry, och Michel Burnet. Dessa astronomer använde den så kallade "wobble"-tekniken för att hitta planeten. Tekniken går ut på att leta efter om stjärnan verkar vagga på grund av (den osynliga) planetens gravitation. Denna vaggning kan observeras i stjärnans spektrum som en periodisk röd- och blåförsjkutning.
En gåta astronomerna nu behöver lösa är hur denna gasjätte började kretsa i en jordlik omloppsbana. Många av de exoplaneter man har hittat har cirkulära banor och har hittills legat mycket nära sin stjärna, med en omloppstid på några få dagar. Den nuvarande teorin om dessa varma Jupiterna med en kort omloppsbana bildades i de yttre delarna i dess solsystem innan de åkte in nära stjärnan. De bildades i de yttre delarna för att det var för varmt nära stjärnan. Kanske om man hittar en till exoplanet lik HD 28185 b så kanske man kan lösa gåtan om hur dessa planeter bildas.

## Omloppsbana och Massa
HD 28185 b gör ett varv runt runt sin stjärna varje 1,04 år i den beboeliga zonen. Omloppsbanans excentricitet är 0,07 jämfört med jordens 0,016. Enligt är HD 28185 b troligtvis en gasjätte, lik Jupiter. Dess minimum massa är 3,5 gånger Jupiters, eller ungefär 100 gånger jordens.

## Egenskaper

### Planeten
HD 28185 b skulle se ut som Jupiter, men har moln som jorden. Den är ett bra exempel på en vattenjätte. 
Eftersom HD 28185 b har en jordlik omloppsbana så är temperaturen relativt stabil. Detta ökar chanserna för att vatten skulle kunna finnas i flytande form. At hitta planeter med flytande vatten är ett av huvudmålen för astrobiologerna, eftersom vatten anses vara grunden till hur liv bildas.
HD 28185 b har nästan en cirkulär omloppsbana - mycket lite variation i avståndet till dess sol. Avståndet till solen är 1,03 AU med en temperatur på 249 kelvin. När den är som närmast är den 0,95 AU från solen, och då har den en temperatur på 258 kelvin. När den är som längst ifrån är den 1,1 AU från stjärnan, och då har den en temperatur på 240 kelvin. 
År 2001 fanns det bara en annan exoplanet som man visste fanns i stjärnans beboeliga zon, nämligen Iota Horologii b, men Iota Horologii b är mer lik Venus än jorden. Likt Iota Horologii b, är HD 28185 b en gasjätte utan yta, så många forskare tror inte att det finns liv på denna planet, men om planeten däremot har någon stor måne, så kan det finnas liv på den.